# Максимова, Клавдия Ивановна
Клавдия Ивановна Максимова — доярка племсовхоза «Караваево» Костромского района, Герой Социалистического Труда.

## Биография
Родилась в 1914 году. Член КПСС.
В 1934—1946 гг. — рабочая на заводах Ленинграда, домохозяйка, эвакуирована с детьми в Костромскую область.
В 1946—1970 гг. доярка племхоза «Караваево» Костромского района Костромской области.
За полученный в 1947 году средний надой от группы из 8 коров по 5427 килограммов молока с содержанием 204 килограммов молочного жира 25.08.1948 награждена орденом Ленина.
В 1948 году от каждой из 8 коров получила в среднем по 5899 килограммов молока с содержанием молочного жира 219 кг.
Указом Президиума Верховного Совета СССР от 12 июля 1949 года присвоено звание Героя Социалистического Труда с вручением ордена Ленина и золотой медали «Серп и Молот».
Награждена третьим орденом Ленина 03.12.1951.
Умерла в селе Поддубное в 1991 году.